# Gnathoncus ibericus
Gnathoncus ibericus är en skalbaggsart som beskrevs av Yélamos 1992. Gnathoncus ibericus ingår i släktet Gnathoncus och familjen stumpbaggar. Inga underarter finns listade i Catalogue of Life.